# Castelo de Pelișor
O Castelo de Pelişor (em romeno: Castelul Pelişor) é uma construção localizada em Sinaia, Romênia, parte de  um complexo composto, entre outras construções, pelo castelo de Peleş. Foi construído entre 1899 e 1902, por ordem do rei Carlos I da Romênia, para servir de residência de verão ao seu sobrinho e herdeiro, o príncipe Fernando de Hohenzollern-Sigmaringen, e sua esposa, a princesa Maria de Edimburgo.

## História

### Projeto e construção
Pelişor foi projetado no estilo art nouveau por Karel Zdeněk Líman, arquiteto tcheco que foi um dos responsáveis pelas obras no castelo de Peleş.   Construído entre 1899 e 1902, o edifício apresenta externamente elementos de fachwerk associados a elementos romenos, como as duas torres de arenito recobertas por azulejos coloridos, inspiradas nas igrejas de Bucovina. Internamente, seus 99 aposentos foram decorados pelo vienense Bernhard Ludwig, mas sofreram diversas intervenções pela rainha Maria. A monarca considerava o art nouveau uma arma contra o historicismo estéril e combinou-o com elementos bizantinos e celtas, criando um estilo pessoal que pode ser notado em todos os ambientes do castelo.

### Principais ambientes

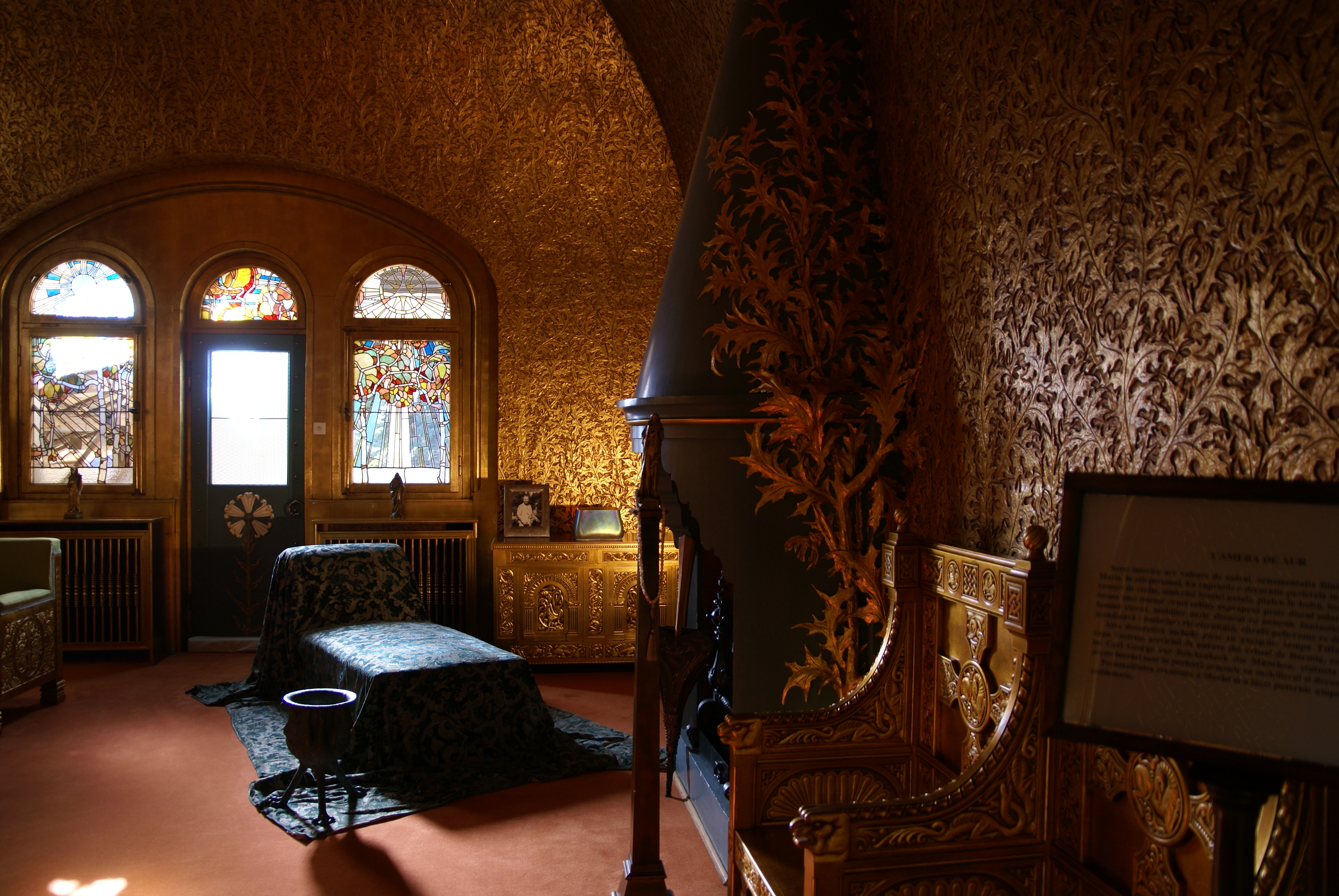
Detalhe do Salão Dourado.

- Salão de honra: Inspirado no hall central da Cliveden House, possui entrada inteiramente revestida por painéis de carvalho e encimada por uma grande claraboia. Nesse ambiente encontra-se o retrato da rainha Maria, pintado em 1924 por Philipp Laszlo.[3]

- Apartamentos do rei Fernando I: Composto por um dormitório e um gabinete de trabalho. O escritório foi decorado com móveis em estilo neo-renascentista pelo alemão Martin Stöhr.[3]

- Quarto dourado: Decorado com peças executadas a partir de 1909 nas Oficinas de Artes e Ofícios de Sinaia (escola fundada pelo rei) a partir de desenhos feitos pela rainha Maria. Esculpidos em madeira de tília dourada, os móveis exibem entrelaces inspirados na arte celta e elementos zoomórficos bizantinos.[3]

- Salão dourado: Totalmente ornamentado sob projeto da rainha Maria, com murais decorativos em estuque dourado modelado em ramos cardo, teto abobadado com uma claraboia onde se destaca a figura de uma grande cruz celta sobreposta ao disco solar, mobiliário dourado decorado com animais fantásticos da mitologia celta-escandinava e vitrais multicoloridos que difundem a luz. Foi neste aposento que a rainha Maria morreu, em 1938.[3]

### Período comunista
Após a abdicação do rei Miguel I, o castelo foi fechado por ordem das autoridades comunistas e os bens patrimoniais foram inventariados. A maior parte das coleções de pinturas, mobiliário, tapeçarias, peças de arte decorativa e livros foram transferidos para o Museu Nacional de Arte, em Bucareste. Em maio de 1948, outras peças ficaram sob custódia de várias instituições culturais em diferentes cidades da Romênia, como Bucareste, Brașov e Sibiu. A partir de 1953, o castelo foi transformado em albergue para escritores, artistas e músicos aceitos pelo regime comunista. Em 1975, todos os edifícios do complexo real foram fechados em virtude do estado de conservação.

## Atualidade
Pelişor foi aberto ao público em 1993, tornando-se o único museu art nouveau da Romênia.
Em 2007, após cinco anos de negociações entre o governo e a família real, foi firmado um acordo no qual os castelos de Peleş e Pelişor e todo o complexo real retornariam ao patrimônio do rei Miguel I, mas continuariam a ser administrados pelo estado romeno. O acordo com a Casa Real, que expirou em 2009 para Pelişor e em 2010 para o castelo de Peleş, foi prorrogado.